# Jakob Hering (Politiker)
Jakob Hering (* 16. Dezember 1894 in Weinheim; † 11. März 1986 in Wiesloch) war ein deutscher Politiker der SPD. Er war Mitglied der Vorläufigen Volksvertretung von Württemberg-Baden. 

## Leben und Beruf
Nach dem Besuch der Volksschule war Hering als Lederarbeiter bei der Gerberei Freudenberg in Weinheim tätig. Im Ersten Weltkrieg diente er als Unteroffizier. Danach kehrte er als Leder- und Vorarbeiter zum alten Arbeitgeber zurück. Später arbeitete er als Hilfsbauarbeiter in Pforzheim, Weinheim, Worms, Burghausen, Mannheim, Lampertheim und Viernheim. Danach war er wieder bei der Gerberei Freudenberg tätig und gehörte dem Lederarbeiterverband sowie der Feuerbestattungsorganisation an.
Am 30. April 1935 wurde Hering verhaftet und verbüßte seine Untersuchungshaft im Bezirksgefängnis Mannheim, später im Gerichtsgefängnis in Karlsruhe. Ihm wurde die Verbreitung politischer Flugblätter bei seinem Arbeitgeber vorgeworfen. Am 14. November 1935 verurteilte ihn das Oberlandesgericht Karlsruhe wegen Vorbereitung zum Hochverrat zu einer Haftstrafe von einem Jahr und drei Monaten, wobei die viermonatige Untersuchungshaft angerechnet wurde. Vom 4. Dezember 1935 bis zum 14. Oktober 1936 saß er seine Haftstrafe in Mannheim ab.
Nach seiner Haftentlassung nahm Hering erneut eine Tätigkeit in der Gerberei Freudenberg auf. Aufgrund eines Einspruchs durch den Obmann der NSBO verlor er diese Stelle jedoch nach kurzer Zeit wieder und war für längere Zeit arbeitslos. Im März 1938 nahm er eine Tätigkeit als Notstandsarbeiter bei der Stadt Weinheim auf. Am 20. August 1944 wurde er im Rahmen der "Aktion Gitter" verhaftet und zunächst in Mannheim inhaftiert, später im KZ Dachau. Am 11. September wurde er wieder entlassen.
Nach dem Zweiten Weltkrieg war Hering als Auswerter und Sachbearbeiter bei der Weinheimer Spruchkammer tätig. Daneben gehörte er dem Vorstand der Weinheimer Kreisstelle der Vereinigung der Verfolgten des Naziregimes an.
Hering war seit 1920 mit Eva Katharina, geborene Straub, verheiratet. Er war Vater eines Kindes.

## Politik
1922 trat Hering in die SPD ein. Für diese gehörte er dem Weinheimer Stadtrat an. Von 1933 an verteilte er in seiner Heimatstadt regelmäßig die sozialdemokratische Zeitung "Die Sozialistische Aktion". 1946 gehörte er der Vorläufigen Volksvertretung von Württemberg-Baden an.